# Романовка (Бершадский район)
Романовка (укр. Романівка, пол. Romanówka) — село на Украине, находится в Бершадском районе Винницкой области.
Код КОАТУУ — 0520483206. Население по переписи 2001 года составляет 374 человека. Почтовый индекс — 24463. Телефонный код — 4352.
Занимает площадь 17,26 км².

## Адрес местного совета
24463, Винницкая область, Бершадский р-н, с. Михайловка, ул. Радиона Скалецкого, 1